# ファントム・ソルジャー
『ファントム・ソルジャー』(Phantom Solider) は1987年に制作されたイタリア映画。

## 概要
フィリピンの映画会社リーガル・フィルム社が製作したベトナム戦争アクション。物語は北ベトナム国境付近が舞台で、秘密作戦中のソ連の隠密部隊とグリーン・ベレーの交戦模様が描かれる。派手な爆破シーンとスリリングな展開で見せる。
主演は米国出身のマックス・セイヤーで、本作と同年にタイでロケを行なった香港映画『レイジング・サンダー』にも出ている。他にはマイク・モンティ、ジム・ゲインズなど、この手の映画の常連が脇を固めている。監督のアーヴィン・ジョンソンは香港映画界のテディー・チウの変名でアクション映画を数多く手掛けている。音楽のジェームズ・ファブレは俳優としても知られるジミー・ファブレガスである。